# 木村重
木村 重（きむら しげる、1902年 - 1977年3月19日）は、日本の魚類学者。

## 人物
茨城県出身。幼少時より鬼怒川周辺の豊かな自然に触れ、旧制山形高校在学中にはアンモナイトなど化石に興味を持ち、はるばる満州まで化石採集に赴いた。
その後、興味の対象は魚類に移り、東京帝国大学農学部水産学科に入学。岸上鎌吉に師事し、卒業後、東京帝国大学農学部水産学科の副手となる。
1927年12月から翌年1月にかけて、岸上・瀬沼秀夫・蔡邦華の三名と共に南京より下流の揚子江流域調査を行う。同年5月、岸上と共に第二回目調査のため上海に渡り尉鴻謨と合流するが、済南事件が勃発し調査行は中止となる。一年後の1929年8月、第三回目調査のために董聿茂・金炤華と共に、再び上海に赴き、岸上・尉両者と合流した後に、鉄道にて鎮江経由で南京に到着。南京からは汽船にて揚子江を遡上し安慶・九江・漢口を経由し宜昌に辿り着く。「三峡の険」を過ぎた後に岸上・金と別れ、董と共に重慶に先発する（なお、尉は持病の喘息が悪化したため途中の沙市で脱落している）。重慶ではハシナガチョウザメの標本を入手している。岸上・金と再度合流した後は、マラリアや土匪の襲撃に悩まされつつも、「蜀の桟道」を踏破し成都に着くが、岸上が客死したことで調査行は中止となる。
岸上の逝去により一時帰国するが、翌年には単独で沙市に採集に訪れている。この時に共産党員の間諜と疑われかける。同年には翌年1931年設立予定の上海自然科学研究所生物学部の研究員に内定しており、同研究所設立後、魚類研究室を一人で立ち上げる。吉林近辺を採集で転々としている最中に満州事変が勃発するが、あまり意に介さず松花江にて採集を続け事変勃発から約1ヶ月後に研究所に戻る。1934年に前述の岸上らとの調査結果「故岸上理学博士一行の採集せる揚子江魚類報告」を発表する。この頃、熱河省の生物相調査を行っていた京城帝国大学の森為三の紹介で、後に溥儀の観賞魚指南役を勤めた柴田清と親交を結び、柴田を同研究所嘱託研究員として推薦した。翌年1935年に同研究所俱楽部（親睦会）発行の機関誌「自然」が発行されたが、その第一号の題字を担当した魯迅と交流を結び、中国各地の民俗誌や伝承にも深い興味を抱くようになる。その後、洞庭湖や太湖といった揚子江水系の再調査を皮切りに、南は海南島や雲南、北は黒竜江、西は青海や甘粛までと、チベット・新疆・内蒙古を除いた中国全土で魚類採集調査を行うこととなる。この時の採集行では徒歩やジャンクを主な移動手段としており、野宿や廃寺への宿泊は日常茶飯事という以前の揚子江調査以上に過酷な行程となったが、飄々とした木村の性格から現地民に慕われ、時には海賊からも親しまれ海賊同士の通行手形まで手渡されたほどであった。同時に各地の口碑伝承や奇譚も積極的に採集し、上海の自宅には大谷光瑞や尾崎士郎、鹿地亘や尾崎秀美などの文化人や上海駐留の日本帝国海軍の士官らが集うようになる。
1938年に研究所を退職した後も上海に拠点としつつ、仏領インドシナ、タイ、ビルマ、ベトナム、ラオス、蘭領東インドと東南アジア広域に脚を延ばして採集行を続けた。大東亜戦争時には上海の日本帝国海軍武官室に軍属として勤務し、ニューギニアの奥地への採集行の際には、かつて親しくなった士官らに便宜を図ってもらい軍艦に同乗した。
自宅には中国の淡水魚の地方誌を中心とした「並の図書館にはない」ほどの膨大なかつ貴重な古書を蔵書していたが、終戦後の国外退去の際にほぼ全て散逸している。
帰国後は東京大学農学部の非常勤講師や大阪産業大学教授を勤めた後に、市ヶ谷の三京水産の顧問となった。その後、上海時代から縁のある柴田や魚病学者の四竈安正らと東京水棲生物研究所を結成し、緑書房出版の月刊養殖・月刊フィッシュマガジンに連載及び監修を行った。

## 著書
魚紳士録